# Pan-Amerikaans kampioenschap handbal mannen 2012
Het Pan-Amerikaans kampioenschap handbal mannen 2012 was de vijftiende editie van dit toernooi, dat ditmaal werd gehouden in de Argentijnse stad Burzaco. Het begon op maandag 18 juni en eindigde op zondag 24 juni 2012. Winnaar Argentinië plaatste zich voor het wereldkampioenschap 2013, evenals de nummers twee en drie, respectievelijk Brazilië en Chili.

## Voorronde

### Groep A

#### Wedstrijden
| 18 juni 2012 18:00 | Argentinië | 33 – 13 | Verenigde Staten | Polideportivo de Almirante Brown, Burzaco |
| 18 juni 2012 18:00 | (18–4)     |         |                  | Polideportivo de Almirante Brown, Burzaco |
| 18 juni 2012 18:00 |            |         |                  | Polideportivo de Almirante Brown, Burzaco |

| 18 juni 2012 20:00 | Groenland | 28 – 31 | Chili | Polideportivo de Almirante Brown, Burzaco |
| 18 juni 2012 20:00 | (14–14)   |         |       | Polideportivo de Almirante Brown, Burzaco |
| 18 juni 2012 20:00 |           |         |       | Polideportivo de Almirante Brown, Burzaco |

| 19 juni 2012 18:00 | Chili   | 34 – 25 | Venezuela | Polideportivo de Almirante Brown, Burzaco |
| 19 juni 2012 18:00 | (20–13) |         |           | Polideportivo de Almirante Brown, Burzaco |
| 19 juni 2012 18:00 |         |         |           | Polideportivo de Almirante Brown, Burzaco |

| 19 juni 2012 21:00 | Argentinië | 24 – 18 | Groenland | Polideportivo de Almirante Brown, Burzaco |
| 19 juni 2012 21:00 | (10–8)     |         |           | Polideportivo de Almirante Brown, Burzaco |
| 19 juni 2012 21:00 |            |         |           | Polideportivo de Almirante Brown, Burzaco |

| 20 juni 2012 19:00 | Verenigde Staten | 43 – 28 | Venezuela | Polideportivo de Almirante Brown, Burzaco |
| 20 juni 2012 19:00 | (24–16)          |         |           | Polideportivo de Almirante Brown, Burzaco |
| 20 juni 2012 19:00 |                  |         |           | Polideportivo de Almirante Brown, Burzaco |

| 20 juni 2012 21:00 | Argentinië | 23 – 23 | Chili | Polideportivo de Almirante Brown, Burzaco |
| 20 juni 2012 21:00 | (10–13)    |         |       | Polideportivo de Almirante Brown, Burzaco |
| 20 juni 2012 21:00 |            |         |       | Polideportivo de Almirante Brown, Burzaco |

| 21 juni 2012 18:00 | Venezuela | 15 – 47 | Argentinië | Polideportivo de Almirante Brown, Burzaco |
| 21 juni 2012 18:00 | (7–27)    |         |            | Polideportivo de Almirante Brown, Burzaco |
| 21 juni 2012 18:00 |           |         |            | Polideportivo de Almirante Brown, Burzaco |

| 21 juni 2012 20:00 | Groenland | 36 – 27 | Verenigde Staten | Polideportivo de Almirante Brown, Burzaco |
| 21 juni 2012 20:00 | (15–15)   |         |                  | Polideportivo de Almirante Brown, Burzaco |
| 21 juni 2012 20:00 |           |         |                  | Polideportivo de Almirante Brown, Burzaco |

| 22 juni 2012 20:00 | Groenland | 41 – 35 | Venezuela | Polideportivo de Almirante Brown, Burzaco |
| 22 juni 2012 20:00 | (20–14)   |         |           | Polideportivo de Almirante Brown, Burzaco |
| 22 juni 2012 20:00 |           |         |           | Polideportivo de Almirante Brown, Burzaco |

| 22 juni 2012 18:00 | Chili  | 35 – 19 | Verenigde Staten | Polideportivo de Almirante Brown, Burzaco |
| 22 juni 2012 18:00 | (22–7) |         |                  | Polideportivo de Almirante Brown, Burzaco |
| 22 juni 2012 18:00 |        |         |                  | Polideportivo de Almirante Brown, Burzaco |

#### Eindstand
| № | Land             | Wedstrijden | Wedstrijden | Wedstrijden | Wedstrijden | Doelpunten | Doelpunten | Doelpunten | Punten |
| - | ---------------- | ----------- | ----------- | ----------- | ----------- | ---------- | ---------- | ---------- | ------ |
| № | Land             | G           | W           | G           | V           | V          | T          | Saldo      | Punten |
| 1 | Argentinië       | 4           | 3           | 1           | 0           | 127        | 69         | +58        | 7      |
| 2 | Chili            | 4           | 3           | 1           | 0           | 123        | 95         | +28        | 7      |
| 3 | Groenland        | 4           | 2           | 0           | 2           | 123        | 127        | +6         | 4      |
| 4 | Verenigde Staten | 4           | 1           | 0           | 3           | 102        | 132        | –30        | 2      |
| 5 | Venezuela        | 4           | 0           | 0           | 4           | 103        | 165        | –62        | 0      |

### Groep B

#### Wedstrijden
| 19 juni 2012 14:00 | Brazilië | 39 – 11 | Paraguay | Polideportivo de Almirante Brown, Burzaco |
| 19 juni 2012 14:00 | (23–4)   |         |          | Polideportivo de Almirante Brown, Burzaco |
| 19 juni 2012 14:00 |          |         |          | Polideportivo de Almirante Brown, Burzaco |

| 19 juni 2012 16:00 | Uruguay | 26 – 13 | Mexico | Polideportivo de Almirante Brown, Burzaco |
| 19 juni 2012 16:00 | (15–4)  |         |        | Polideportivo de Almirante Brown, Burzaco |
| 19 juni 2012 16:00 |         |         |        | Polideportivo de Almirante Brown, Burzaco |

| 20 juni 2012 15:00 | Uruguay | 25 – 16 | Paraguay | Polideportivo de Almirante Brown, Burzaco |
| 20 juni 2012 15:00 | (12–10) |         |          | Polideportivo de Almirante Brown, Burzaco |
| 20 juni 2012 15:00 |         |         |          | Polideportivo de Almirante Brown, Burzaco |

| 20 juni 2012 17:00 | Brazilië | 37 – 12 | Mexico | Polideportivo de Almirante Brown, Burzaco |
| 20 juni 2012 17:00 | (14–8)   |         |        | Polideportivo de Almirante Brown, Burzaco |
| 20 juni 2012 17:00 |          |         |        | Polideportivo de Almirante Brown, Burzaco |

| 21 juni 2012 14:00 | Paraguay | 22 – 16 | Mexico | Polideportivo de Almirante Brown, Burzaco |
| 21 juni 2012 14:00 | (13–9)   |         |        | Polideportivo de Almirante Brown, Burzaco |
| 21 juni 2012 14:00 |          |         |        | Polideportivo de Almirante Brown, Burzaco |

| 21 juni 2012 16:00 | Brazilië | 42 – 16 | Uruguay | Polideportivo de Almirante Brown, Burzaco |
| 21 juni 2012 16:00 | (19–9)   |         |         | Polideportivo de Almirante Brown, Burzaco |
| 21 juni 2012 16:00 |          |         |         | Polideportivo de Almirante Brown, Burzaco |

#### Eindstand
| № | Land     | Wedstrijden | Wedstrijden | Wedstrijden | Wedstrijden | Doelpunten | Doelpunten | Doelpunten | Punten |
| - | -------- | ----------- | ----------- | ----------- | ----------- | ---------- | ---------- | ---------- | ------ |
| № | Land     | G           | W           | G           | V           | V          | T          | Saldo      | Punten |
| 1 | Brazilië | 3           | 3           | 0           | 0           | 118        | 39         | +79        | 6      |
| 2 | Uruguay  | 3           | 2           | 0           | 1           | 67         | 71         | –4         | 4      |
| 3 | Paraguay | 3           | 1           | 0           | 2           | 49         | 80         | –31        | 2      |
| 4 | Mexico   | 3           | 0           | 0           | 3           | 41         | 85         | –44        | 0      |

## Eindronde

### Plaatsingswedstrijden
| 23 juni 2012 17:00 | Venezuela | 28 – 23 | Mexico | Polideportivo de Almirante Brown, Burzaco |
| 23 juni 2012 17:00 | (12–8)    |         |        | Polideportivo de Almirante Brown, Burzaco |
| 23 juni 2012 17:00 |           |         |        | Polideportivo de Almirante Brown, Burzaco |

| 24 juni 2012 09:00 | Verenigde Staten | 33 – 17 | Mexico | Polideportivo de Almirante Brown, Burzaco |
| 24 juni 2012 09:00 | (15–10)          |         |        | Polideportivo de Almirante Brown, Burzaco |
| 24 juni 2012 09:00 |                  |         |        | Polideportivo de Almirante Brown, Burzaco |

### Halve finales
| 23 juni 2012 11:00 | Argentinië | 28 – 13 | Uruguay | Polideportivo de Almirante Brown, Burzaco |
| 23 juni 2012 11:00 | (14–7)     |         |         | Polideportivo de Almirante Brown, Burzaco |
| 23 juni 2012 11:00 |            |         |         | Polideportivo de Almirante Brown, Burzaco |

| 23 juni 2012 13:00 | Brazilië | 35 – 33 | Chili | Polideportivo de Almirante Brown, Burzaco |
| 23 juni 2012 13:00 | (20–14)  |         |       | Polideportivo de Almirante Brown, Burzaco |
| 23 juni 2012 13:00 |          |         |       | Polideportivo de Almirante Brown, Burzaco |

### Om vijfde plaats
| 23 juni 2012 15:00 | Groenland | 38 – 19 | Paraguay | Polideportivo de Almirante Brown, Burzaco |
| 23 juni 2012 15:00 | (20–11)   |         |          | Polideportivo de Almirante Brown, Burzaco |
| 23 juni 2012 15:00 |           |         |          | Polideportivo de Almirante Brown, Burzaco |

### Troostfinale
| 24 juni 2012 13:00 | Chili   | 37 – 27 | Uruguay | Polideportivo de Almirante Brown, Burzaco |
| 24 juni 2012 13:00 | (16–12) |         |         | Polideportivo de Almirante Brown, Burzaco |
| 24 juni 2012 13:00 |         |         |         | Polideportivo de Almirante Brown, Burzaco |

### Finale
| 24 juni 2012 11:00 | Brazilië | 21–22 | Argentinië | Polideportivo de Almirante Brown, Burzaco Toeschouwers: 4.200 |
| 24 juni 2012 11:00 | (12–12)  |       |            | Polideportivo de Almirante Brown, Burzaco Toeschouwers: 4.200 |
| 24 juni 2012 11:00 |          |       |            | Polideportivo de Almirante Brown, Burzaco Toeschouwers: 4.200 |

## All-Star Team
- Doel:  Matías Schulz
- Linkerhoek:  Felipe Borges
- Linkeropbouw:  Minik Dahl Høegh
- Middenopbouw:  Sebastián Simonet
- Rechteropbouw:  Andrés Kogovsek
- Rechterhoek:  Rodrigo Salinas
- Cirkelloper:  Marco Oñeto